# Vanmeer
Het Vanmeer (Turks: Van Gölü, Koerdisch: Behra Wanê, Armeens: Վանա լիճ) is het grootste meer van Turkije. Het meer heeft geen natuurlijke uitgang voor het water (endoreïsch bekken) en ontvangt water uit verschillende rivieren uit de omliggende bergen. Het niveau van het water blijft gelijk door natuurlijke verdamping. Daardoor is het zoutgehalte van het water hoog. Het meer is 120 km lang, 80 km breed en 457 m diep. De oppervlakte van het meer is 3755 km² en het ligt 1719 m boven zeeniveau. Hoewel het wordt omringd door met sneeuw bedekte bergpieken en zeer koude winters heeft, bevriest het meer zelden als gevolg van van het hoge zoutgehalte.

## Ontstaan
Het Vanmeer had ooit een afvoer naar het westen. Deze afvoer werd tijdens het Pleistoceen geblokkeerd door lavastromen tijdens een eruptie van de vulkaan Nemrut Dağı. De nu slapende Nemrut Dağı ligt aan de westkant van het meer; een andere slapende vulkaan, Suphan Dağı, domineert de noordzijde van het meer.

## Sodameer
Het Vanmeer is een sodameer; het water heeft door verdamping een hoog gehalte natriumcarbonaat en andere zouten. Het water uit het meer is niet drinkbaar, maar het is mogelijk zonder wasmiddel met het water de was te doen. Er wordt zout gewonnen dat een toepassing vindt als bestanddeel van wasmiddelen.

## Fauna
De enige vissoort die in het brakke water van het Vanmeer kan overleven, is Chalcalburnus tarichi, een alver (karperachtige).. De vis houdt zich vooral op bij de uitmondingen van de riviertjes en paait stroomopwaarts. De soort is endemisch en wordt bedreigd door vangst en watervervuiling. Deze vis werd al vermeld door de Griekse geleerde Strabo (ca. 64 v.Chr.–19 n.Chr.) en werd voor het eerst wetenschappelijk beschreven door Johann Anton Güldenstädt.
Uit de regio rond Van komt een kattensoort (de Turkse Van) die graag zwemt. Dit is vrij uniek voor katten, die over het algemeen juist een hekel aan water hebben.

## Geografie
Aan de oostkust ligt de stad Van, westelijk het kleinere Tatvan. Het meer wordt omringd door vruchtbaar landbouwgebied met vulkanische bodem, waar veel fruitteelt plaatsvindt. 

## Culturele geschiedenis
Het Vanmeer lag vanaf 1000 voor Christus in het centrum van het koninkrijk Urartu. Tushpa, de hoofdstad van Urartu, lag ongeveer op de plek waar nu Van ligt.
Later werd het gebied rondom het meer deel van Armenië. Samen met het Sevanmeer (in het huidige Armenië) en het Oermiameer (tegenwoordig in Iraans Azerbeidzjan) vormde het de drie legendarische zeeën van Armenië. Ruïnes van Armeense kloosters en kerken bevinden zich op veel plekken langs het meer en op eilanden in het meer. Veel van deze christelijke gebouwen werden verwoest onder latere (islamitische) Koerdische en Turkse machthebbers. De best bewaarde ruïnes zijn een 10e-eeuws kerkje op het eiland Akdamar. Deze Kerk van het Heilige Kruis (Armeens: Surb Chatsj) bevat bekende voorbeelden van middeleeuwse Armeens-christelijke kunst. Bij het kerkje stond vroeger een klooster. Het complex werd gebouwd onder koning Gagik Artzruni tussen 915 en 921. Reliëfs op de buitenmuren laten Bijbelse voorstellingen zoals het verhaal van Adam en Eva, Jona en de walvis en David en Goliath zien.
Er zijn nog andere overblijfselen van het Koninkrijk Urartu, zoals het Van Kalesi (kasteel van Van).
Op Arter bevinden zich de resten van een 11e-eeuws klooster. Tot de Armeense genocide in 1915 werden de oevers van het meer voornamelijk door Armeniërs bewoond.

## Fabeldier
Sinds 1995 wordt regelmatig, analoog aan het monster van Loch Ness, melding gemaakt van een monster, ongeveer 15 meter lang, dat Van Canavarı wordt genoemd. Critici zeggen dat het verhaal verzonnen is om meer toeristen te lokken.

## Spoorweg
De in de jaren 70 gebouwde spoorlijn die Istanboel met Teheran in Iran verbindt, maakt gebruik van een veerpont om het meer over te steken. Dit was een goedkopere oplossing dan een spoorweg langs de steile meeroevers aan te leggen. Het overzetten van de trein van spoor naar boot en terug van boot naar spoor betekent wel tijdsverlies en maakt dat treinen niet te lang kunnen zijn. De meeste reizigers naar Iran nemen liever de bus.